# Blumen (österreichische Briefmarkenserie)
 Blumen  ist eine Dauermarkenserie von Österreich mit elf Werten, welche von 2007 bis 2008 erschienen ist und noch frankaturgültig ist. Jede Marke zeigt eine bekannte Blume, die auch in Österreich heimisch ist.

## Gestaltung und Ausführung
Die Marken im Hochformat wurden von Rudolf Galler entworfen, aus Kostengründen nicht von der Österreichischen Staatsdruckerei, sondern von Joh. Enschedé Stamps B.V. aus Haarlem (Niederlande) hergestellt und in Bögen zu je 100 Stück gedruckt. Zur Trennung der Marken gibt es eine Bogenzähnung.

## Besonderheiten
Die vorhergehende Dauermarkenserie der österreichischen Post war Ferienland Österreich. Seit 2011 wurde die Serie Blumen von den Dauermarken der Serie Kunsthäuser abgelöst. Parallel zu diesen Marken gab es auch Dauermarken mit Motiven von geschützten Tieren.
Auch in Deutschland gibt es seit 2005 eine Dauermarkenserie mit Blumenmotiven.
Bei den Philatelisten sorgte diese Ausgabe für Aufsehen, da die Serie nicht mehr in der für höchste Qualität bekannten Österreichischen Staatsdruckerei in Stichtiefdruck oder Rastertiefdruck hergestellt wurde, sondern bei Joh. Enschedé Stamps B.V im billigen Offsetdruck.

## Liste der Ausgaben
| Werte in Eurocent | Motiv                                                          | Farbe      | Ausgabedatum      | Auflagenzahl | ANK-Nummer | Michel-Nummer |
| ----------------- | -------------------------------------------------------------- | ---------- | ----------------- | ------------ | ---------- | ------------- |
| 4                 | Löwenzahn                                                      | mehrfarbig | 25. August 2007   | 1.000.000    | 2705       | 2678          |
| 10                | Alpen-Goldregen                                                | mehrfarbig | 25. August 2007   | 2.000.000    | 2706       | 2679          |
| 15                | Frauenschuh                                                    | mehrfarbig | 15. Jänner 2008   | 10.000.000   | 2724       | 2696          |
| 50                | Akelei                                                         | mehrfarbig | 1. September 2008 | 2.000.000    | 2788       | 2759          |
| 55                | Alpenblumen (Enzian, Edelweiß und Almrausch)                   | mehrfarbig | 26. Jänner 2007   | nach Bedarf  | 2658       | 2631          |
| 65                | Gewöhnlicher Schneeball                                        | mehrfarbig | 25. August 2007   | 20.000.000   | 2707       | 2680          |
| 75                | Schneerose                                                     | mehrfarbig | 26. Jänner 2007   | nach Bedarf  | 2659       | 2632          |
| 100               | Veilchen                                                       | mehrfarbig | 27. April 2007    | nach Bedarf  | 2679       | 2652          |
| 115               | Fransenenzian                                                  | mehrfarbig | 25. August 2007   | 5.000.000    | 2708       | 2681          |
| 125               | Frühlingsblumen (Seidelbast, Leberblümchen und Schlüsselblume) | mehrfarbig | 26. Jänner 2007   | nach Bedarf  | 2660       | 2633          |
| 140               | Waldrebe                                                       | mehrfarbig | 25. August 2007   | 5.000.000    | 2709       | 2682          |